# Museo del territorio vimercatese
Il MUST museo del territorio vimercatese è un museo situato a Vimercate, in provincia di Monza e della Brianza.
Gestito dal comune e insediato nella settecentesca Villa Sottocasa, il museo espone reperti archeologici, dipinti e sculture, accanto a installazioni interattive e multimediali, che narrano il territorio posto a nord est di Milano, tra il fiume Lambro e l'Adda. Nel 2012 il museo ha ottenuto la nomination all'EMYA, European Museum of the Year Award, oltre ad aver vinto il Premio ICOM Italia come Museo dell'Anno 2012, nella categoria Miglior Allestimento.
Dal 2023 Direttrice e Conservatrice del museo è Paola Striuli.

## Il percorso espositivo
Il percorso museale è introdotto da una videoproiezione nella Sala del camino, che illustra la storia e la geografia del territorio vimercatese.

### Piano terreno
Al piano terreno la narrazione segue una scansione cronologica.

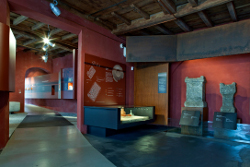
Sala origini

La prima sala è la Sala delle origini e narra l'incontro tra le popolazioni locali e la civiltà romana. Vi sono esposti reperti archeologici provenienti dalla necropoli locali - olpi, lucerne, balsamari, specchi, due are dedicati a Giove (I secolo d.C.), una selezione di monete databili tra il II secolo a.C. e il III secolo d.C.

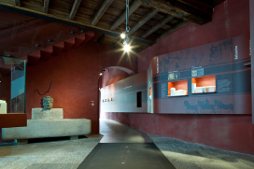
Sala medioevo

Segue la Sala delle strade medievali, con la ricostruzione del percorso tra Monza e Trezzo sull'Adda. Arricchisce la sala un video, che illustra il borgo in età tardo medievale, e i reperti longobardi rinvenuti nella necropoli di Trezzo sull'Adda: due anelli sigillo del VII secolo, un anello con pietra di reimpiego romana, una croce funeraria in oro.
La Sala della pieve di Santo Stefano, accanto a un plastico che mostra l'estensione della pieve dal secolo X al secolo XVIII, presenta una statua di scuola campionese che raffigura San Giovanni Battista (1370 circa) e il gruppo statuario proveniente dalla Collegiata di Santo Stefano, con la Vergine con il Bambino, Santo Stefano e un santo guerriero (1360 circa).
A seguire la Sala del feudo, dove i dipinti del feudatario Giovanni Antonio Seccoborella detto Conte Borella e di sua moglie Fiorbellina Caimi (XV secolo) sono posti accanto alla ricostruzione dell'economia del territorio tra Cinquecento e Settecento, rappresentati da un'installazione interattiva che mostra i prodotti dell'agricoltura e della manifattura di quel periodo.
La Sala di Leonardo e Salaino illustra la presenza di Leonardo da Vinci nel territorio lungo l'Adda, ospite del suo discepolo Francesco Melzi nella villa di famiglia di quest'ultimo a Vaprio d'Adda, e il suo incontro con Gian Giacomo Caprotti da Oreno detto il Salaino, suo allievo prediletto, che lo accompagnò per molti decenni.
Nella Sala delle ville di delizia i modelli tridimensionali delle principali residenze nobiliari fanno da contorno a un'installazione multimediale che permette di conoscere la storia, l'arte e i parchi delle ville raccontate. In una piccola stanza contigua sono esposte alcune stampe settecentesche di Marc'Antonio Dal Re, che illustrano ville e parchi nella prima metà del secolo XVIII.
Segue la Sala del decollo industriale, che narra lo sviluppo dei trasporti tramviari e ferroviari nel territorio brianzolo e lo sfruttamento dei tre corsi d'acqua che percorrono il territorio - Lambro, Molgora e Adda - a partire dalla seconda metà dell'Ottocento: lungo il loro percorso si installarono molini, industrie tessili, centrali idroelettriche.
La sala dedicata a Luigi Ponti e la questione sociale illustra come, con il contributo di possidenti illuminati tra i quali Luigi Ponti (che fu proprietario della Villa Sottocasa dove il MUST è insediato), negli ultimi decenni dell'Ottocento si svilupparono società di mutuo soccorso tra operai e contadini, che crearono istituzioni sociali, alcune delle quali tuttora esistenti: l'asilo infantile, la scuola popolare di disegno, il teatro sociale.
Conclude il percorso al piano terreno un ambiente originario della Villa Sottocasa, preservato e restaurato: l'Oratorio privato, che conserva una pala d'altare raffigurante l'Immacolata, opera del più geniale interprete di area milanese tra Sei e Settecento: Stefano Maria Legnani detto il Legnanino.

### Primo piano
Al primo piano il museo è dedicato al Novecento, con una narrazione tematica.
La Sala del mito del progresso espone un ciclo di dipinti di Gianfilippo Usellini, che raffigurano la cultura, l'arte, la scienza e il lavoro. Realizzate nel 1960 per le nuove scuole medie di Vimercate, le quattro grandi tele raffigurano le principali attività spirituali e pratiche dell'uomo, in un'atmosfera di fantasia e di sogno.
Expo è la sezione dedicata alla produzione industriale della seconda metà del Novecento. Le principali aziende locali sono presentate con un "campionario" dei loro prodotti: un elaboratore IBM, una moto Gilera, una carrozzina Peg Pérego, una bicicletta Colnago, alcuni prodotti Telettra, un pannello solare Solarday. Accanto a essi, alcune vetrine espongono oggetti prodotti su larga scala da aziende di questo territorio quali le alimentari Star e Pagani, la Bburago, specializzata in automodellismo, le industrie tessili Bassetti e Frette ecc.
La Sala paesaggi contemporanei illustra i cambiamenti urbanistici e sociali, attraverso un'installazione che permette al visitatore di interagire con una proiezione su grande schermo; attraverso la luce di alcune torce, si cancella l'immagine storica in bianco e nero ed ermergono filmati dei medesimi luoghi ripresi ora.
La sezione Identità e memoria permette la visione di un gran numero di filmati, dal 1934 ai giorni nostri, che documentano avvenimenti storici, ricorrenze, feste e sagre, oltre a interviste a personaggi che hanno caratterizzato la vita sociale e politica.
Alcuni strumenti di lavoro della civiltà contadina sono esposti nella Sala dell'argano, caratterizzata da un argano settecentesco utilizzato per l'innalzamento dei cereali destinati all'essiccazione.
Conclude la sezione la proiezione di Il Vimercatese nel cinema, che mostra spezzoni di film girati nel Vimercatese.
Nel percorso è inserito un ambiente originario della Villa Sottocasa: l'appartamento della contessa, dove sono esposte fotografie d'epoca accanto ad alcuni dei dipinti della quadreria di famiglia (Ritratto di Elisabetta Sottocasa e Ritratto di Luigi Ponti di Mosè Bianchi, Ritratto equestre dei coniugi Ponti di Eleuterio Pagliano).

## Altri servizi
Il museo comprende, accanto al percorso espositivo, il Centro di documentazione con una biblioteca di storia locale, l'archivio fotografico storico, la collezione di filmati su vari supporti.